# Juju (rapper)
Judith Wessendorf (Berlim, 20 de novembro de 1992), mais conhecida pelo nome artístico Juju, é uma rapper alemã. Inicialmente, trabalhou como uma das integrantes do grupo SXTN; em 2019, seguida por sua ruptura com a banda, divulgou Bling Bling (2019), primeiro disco como artista solo. Além de se posicionar entre os cinco mais vendidos na Alemanha e na Áustria, foi responsável por produzir o tema "Vermissen", uma parceria com Henning May, que lhe rendeu um disco de platina através da Bundesverband Musikindustrie (BVMI). No mesmo ano, recebeu o prêmio de Melhor Artista Alemã no MTV Europe Music Awards.